# مجلس الأمن الوطني السعودي
مجلس الأمن الوطني السعودي هو مجلس سابق كان المسؤول عن وضع سياسات الدفاع بالمملكة العربية السعودية ورئيس هذا المجلس هو الملك سلمان بن عبد العزيز آل سعود بالإضافة إلى عدد من الأعضاء ذوي الخبرة الطويلة في الدولة، حتى صدر أمر ملكي بتاريخ 13 رمضان 1426 هـ يقضي بتعيين الأمير بندر بن سلطان بن عبد العزيز آل سعود أميناً عاماً للمجلس.
يعتبر مجلس الأمن الوطني هيئة استشارية تقوم بإعداد الدراسات الإستراتيجية للشؤون السياسية والاقتصادية والأمنية، ويتم إثر ذلك رفع توصياتها مباشرة للملك، والذي يقوم باتخاذ بعض القرارات المتعلقة بخصوص ما رفع إليه ذاته، وذلك على ضوء النتائج التي توصل إليها المجلس، والذي يُعتبر عصب الدولة وعون الحكومة، وذلك حين يتم إعمال النظر في أعضائه الذين يمثلون كل مفاصل الدولة المحورية. تشكل هذا المجلس بأمر ملكي في الثالث والعشرين من رمضان في أواخر العام الهجري من عام 1387هـ، وأعيد تنظيمه بموافقة الملك.

## أعضاء المجلس
أعضاء المجلس قبل إلغائه:
- خادم الحرمين الشريفين الملك سلمان بن عبد العزيز آل سعود رئيس المجلس
- صاحب السمو الملكي الأمير مقرن بن عبد العزيز آل سعود ولي العهد نائب رئيس مجلس الوزراء ونائب رئيس المجلس
- صاحب السمو الملكي الأمير محمد بن نايف بن عبدالعزيز آل سعود ولي ولي العهد النائب الثاني لرئيس مجلس الوزراء وزير الداخلية عضو المجلس
- صاحب السمو الملكي الأمير سعود الفيصل وزير الخارجية عضو المجلس
- صاحب السمو الملكي الأمير بندر بن سلطان بن عبدالعزيز آل سعود المستشار والمبعوث الخاص لخادم الحرمين الشريفين والأمين العام لمجلس الأمن الوطني عضو المجلس
- صاحب السمو الملكي الأمير خالد بن بندر بن عبدالعزيز آل سعود رئيس الاستخبارات العامة عضو المجلس
- صاحب السمو الملكي الأمير متعب بن عبدالله بن عبدالعزيز آل سعود وزير الحرس الوطني عضو المجلس
- صاحب السمو الملكي الأمير محمد بن سلمان بن عبدالعزيز آل سعود وزير الدفاع عضو المجلس

## إلغاء المجلس
تم إلغاء مجلس الأمن الوطني السعودي واستبداله بـمجلس الشؤون السياسية والأمنية الذي أُنشى بقرار من الملك سلمان بن عبد العزيز آل سعود في 29 يناير 2015.

## وصلات داخلية
- المملكة العربية السعودية
- مجلس الوزراء
- مجلس الشؤون السياسية والأمنية